# شو غوكو
شو غوكو (باليابانية: 御給 匠) (11 يونيو 1983 في تسو في اليابان – )؛ هو لاعب كرة قدم ياباني سابق كان يلعب كمهاجم.

## وصلات خارجية
- شو غوكو على موقع رابطة كرة القدم اليابانية للمحترفين (اليابانية)
- شو غوكو على موقع Soccerway.com (الإنجليزية)
- شو غوكو على موقع عالم كرة القدم.نت (الإنجليزية)